# Kuil van Drakensteyn

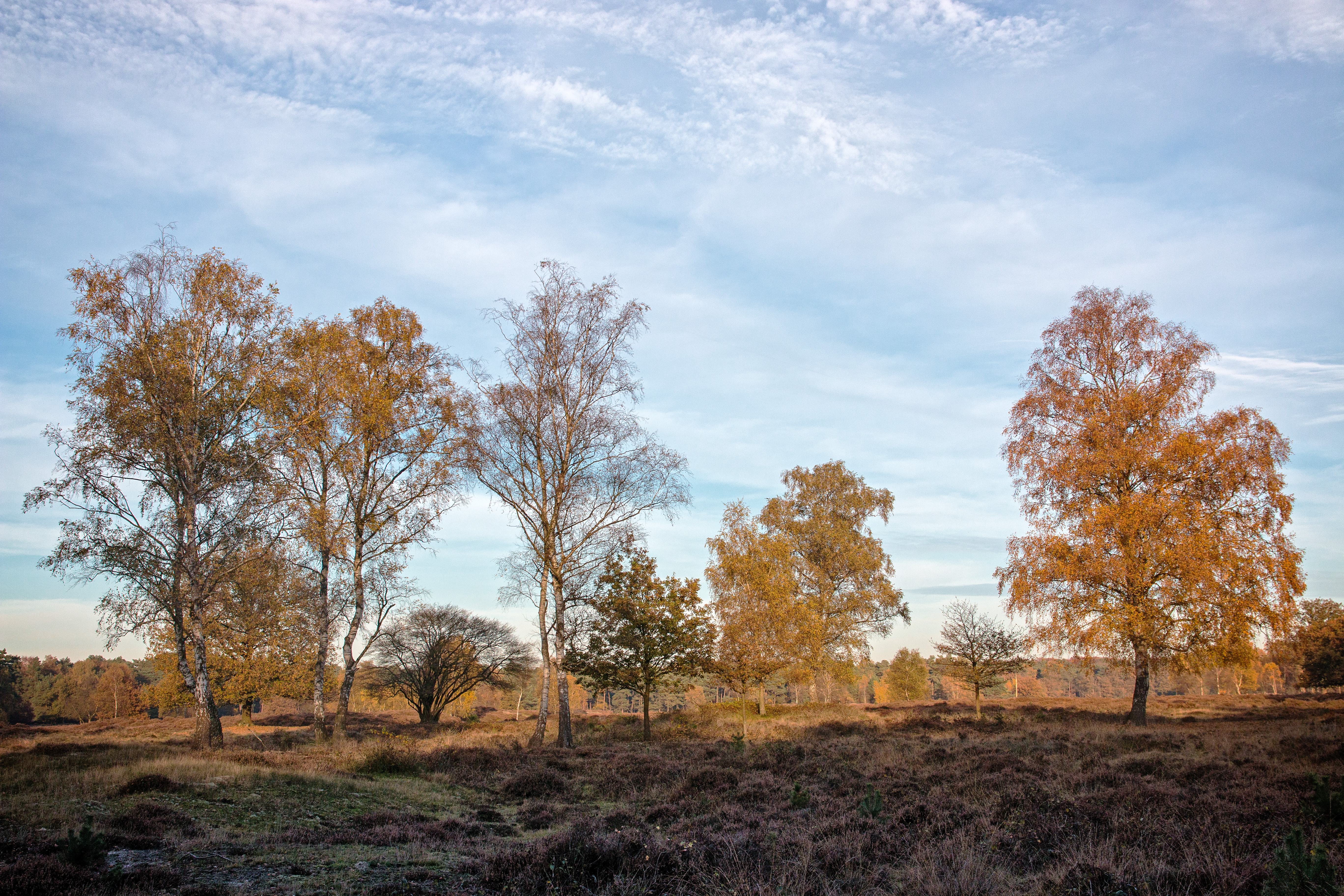
De Kuil van Drakensteyn, Lage Vuursche

De Kuil van Drakensteyn is een recreatieterrein in Lage Vuursche, op de Utrechtse Heuvelrug vlakbij het Pluismeer. Het is in eigendom van Staatsbosbeheer. 
De Kuil is ontstaan als een zandafgraving voor de nabijgelegen betonfabriek. Het recreatieterrein wordt omringd door parkeerplaatsen voor dagrecreanten die gebruik maken van de voorzieningen rondom de Kuil. In de Kuil van Drakensteyn ligt restaurant 'Buiten in de Kuil' en rondom het gebied liggen veel toeristische voorzieningen zoals verschillende mountainbike- en wandelroutes. Het terrein is door Natuurmonumenten dan ook aangewezen als Toeristisch Overstappunt (TOP). Bij de Kuil wordt jaarlijks het locatietheaterfestival Vuurol georganiseerd.